# 疾行鬼
疾行鬼，是中国传说的妖怪，只能吃骯髒的東西，吃進去还会全身起火，燒得死去活來。疾行如飛，來無影，去無蹤。疾行如风，专门对付逃犯。是《正法念處經‧餓鬼品》的三十六種餓鬼之一，奔跑速度極快。也叫阿毗遮多，是夜叉的一种。這種鬼前世是破戒的僧人，会於夜間以身靠牆壁而橫行，足不著地，頃刻千里。